# Gottfried August Gründler
Gottfried August Gründler (* 3. Januar 1710 in Altenburg; † 17. Januar 1775 in Halle (Saale)) war ein deutscher Maler, Zeichner und Kupferstecher (insbesondere für Buchillustrationen) sowie Kunsthandwerker und Naturforscher.

## Leben und Werk
Gründler durchlief zunächst in Altenburg eine Ausbildung zum Kunstmaler. 1733 wurde er Hofmaler des Herzogs Christian Ernst. 1736 erhielt er den Auftrag zur Neugestaltung der Kunst- und Naturalienkammer der Franckeschen Stiftungen in Halle an der Saale. Diese war ab 1698 von August Hermann Francke in seinem Waisenhaus zu Unterrichtszwecken angelegt worden, in den ersten Jahren jedoch ungeordnet über das ganze Haus verteilt. Nach dem Umzug in den ehemaligen Schlafsaal der Knaben im Dachgewölbe 1734 konnte sie zu einer Einheit zusammengefasst werden.
Gründler systematisierte und katalogisierte in fünf Jahren die aus über 4600 Gegenständen bestehende Sammlung und machte sie zu einer Schausammlung, die heute als der älteste bürgerliche Museumsraum in Deutschland gilt. Er teilte die Objekte in solche natürlicher Herkunft und in solche, die von menschlicher Hand geschaffen worden waren. Er präsentierte sie im renovierten und umgebauten Saal in 16 neuen Schränken, die in der von ihm geschaffenen Ausstattung und farbenfroh-humorvollen Bemalung der Schrankaufsätze individuell auf den jeweiligen Inhalt abgestimmt waren. 1741 wurde Gründlers Vertrag aus unbekannten Gründen aufgelöst, obwohl er seine Arbeit noch nicht vollendet hatte. Möglicherweise waren die Kosten für die Ausgestaltung der Schränke dem pietistischen Auftraggeber zu hoch.
Später war Gründler mehrere Jahre Mechanicus und Mathematicus der Universität Halle. 1773 wurde er zum Zeichenmeister der Universität ernannt. Er schuf unter anderem die Kupfertafeln zu Jacob Theodor Kleins zoologischem Grundlagenwerk Historia piscium naturalis.
Gründler wurde als Mitglied der Vereinigung der Naturforschenden Gesellschaft zu Berlin (heute Gesellschaft Naturforschender Freunde zu Berlin) aufgenommen.